# Білоуська сотня
Білоуська сотня — військово-адміністративна одиниця, Чернігівського полку Гетьманщини

## Історія
Створена у складі Чернігівського полку наприкінці 1663 p., внаслідок адміністративної реформи гетьмана І. Брюховецького. Виділена зі складу Чернігівських сотень. 
Весь час існування перебувала в Чернігівському полку. Ліквідована указом Катерини II у вересні 1781 p., за яким її територія включена у січні 1782 р. до Чернігівського намісництва. 
Сотенний центр: село Білоус, нині — село Старий Білоус а у XVIII ст. було переведено до села Євтухів Білоус, нині — село Новий Білоус.

## Сотники
Військове, адміністративне та судове управління у сотнях здійснювали у своїй переважній більшості виборні сотники, які підлягали затвердженню гетьманом. Починаючи з 1767 року, сотників почав призначати Президент Малоросійської колегії за поданням полкової ради. 
- Болдаківський Василь (1663-1669)
- Товстоліс Павло (1669-1681)
- Ярошевицький Іван Федорович (1689)
- Товстоліс Андрій Романович (1694)
- Затиркевич Юрій (1659)
- Стефанович Клим (1696-1699)
- Стахович Андрій (1699)
- Красовський Михайло (1700)
- Стефанович Клим (1710)
- Стахович Андрій (1714)
- Красовський Михайло (1722)
- Олифер (1725)
- Богун Кирило (1723, н.)
- Товстоліс Іван (1725)
- Корсун Василь (1728-1729)
- Маленський Дем'ян (1740-1749)
- Дубовик Григорій (1753-1759)
- Дзвонкевич Георгій Васильович (1759-1767)
- Красовський Василь Дмитрович (1773-1782.

## Територія
Територія Білоуської сотні знаходилась у межах Придніпровської низовини поблизу полкового міста Чернігова. На території сотні розташовувалося 37 населених пунктів: 
35 сіл - с.Березанка, с.Березівка, с.Євтухів Білоус , с.Старий Білоус, с. Бобровиця (зараз район м.Чернігова), с.Брусилів, с.Гущин, с.Жовинка, с.Жукотки, с.Киселівка, с.Коти (зараз район м.Чернігова), с.Листвин, с.Лопатин, с.Мохнатин, с.Олсохівка, с.Пижівка, с. Подусівка (зараз район м.Чернігова), с.Погорілки, с.Протопопівка, с.Рижики, с.Рогощі, с.Рудка, с.Свиня, с. Черничина Слобода, с.Суличівка, с.Сядричі, с.Терехівка, с.Товстоліс, с.Томарівка, с.Хмельниця, с.Чорторийка, с.Юр'ївка, с.Янівка, с.Яцеве,
2 хутори — Погорілівський та Чартківський хутір; 
У «Генеральному описі Малоросії» 1765-1769 pp. до сотні долучено села Алсахівка, Бихівці, Високинь, Масани (зараз район м.Чернігова), Підсусідське, Полуботки, Рябці, Ямище.
На заході сотня межувала з Любецькою, на півночі з Роїською, на сході з Седнівською, на півдні з Слабинською та Виблінською сотнями.

## Господарство
Головним заняттям населення Білоуської сотні було сільське господарство, провідне місце в якому займало землеробство. 